# Egis Projects
Egis Projects SA ist eine Firma mit Sitz in Guyancourt, Frankreich und Teil der Egis-Gruppe. Die Firma betreibt in 19 verschiedenen Ländern Pröjekte als Öffentlich-private Partnerschaft. Der Umsatz betrug im Jahr 2016 insgesamt 168 Millionen Euro. Gegründet wurde das Unternehmen im Jahr 1998.

## Struktur
2008 hatte das Unternehmen folgende Struktur:
- Egis Road Operation (100 %)
  - Egis Road Operation Philippines (100 %)
  - Egis Road Operation Croatia (100 %)
  - Transroute Tunnel Operation (100 %)
  - Transroute International Canada (100 %)
  - Transroute Australia (100 %)
  - Operscut (70 %)
  - Routalis (70 %)
  - Attikes Diadromes (20 %)
  - Autobahn + Service GmbH (56 %)
  - Translink Investment (50 %)
  - ITS Road Service Ltd (50 %)
  - Stalexport Transrout Autostrada (45 %)
  - Autostrada Eksoploatacija SA (45 %)
  - Tollways Mamagment Corporation (30 %)
- BhEgis (50 %)
- Bonaventura Strassenerhaltungs GmbH (50 %)